# Pholidoscelis taeniura
Espèce
Synonymes
- Ameiva taeniura Cope, 1862
- Ameiiva navassae Schmidt, 1919
- Ameiva taeniura navassae Schmidt, 1919
- Ameiva barbouri Cochran, 1928
- Ameiva taeniura barbouri Cochran, 1928
- Ameiva rosamondae Cochran, 1934
- Ameiva taeniura rosamondae Cochran, 1934
- Ameiva taeniura meyerabichi Mertens, 1950
- Ameiva taeniura azuae Schwartz, 1967
- Ameiva taeniura ignobilis Schwartz, 1967
- Ameiva taeniura regnatrix Schwartz, 1967
- Ameiva taeniura tofacea Schwartz, 1967
- Ameiva taeniura vafra Schwartz, 1967
- Ameiva taeniura varica Schwartz, 1967
- Ameiva taeniura vulcanalis Schwartz, 1967
- Ameiva taeniura pentamerinthus Schwartz, 1968

Pholidoscelis taeniura est une espèce de sauriens de la famille des Teiidae.

## Répartition
Cette espèce est endémique d'Hispaniola. 

## Liste des sous-espèces
Selon The Reptile Database (29 mai 2016) :
- Pholidoscelis taeniura aequorea (Schwartz, 1967)
- Pholidoscelis taeniura azuae (Schwartz, 1967)
- Pholidoscelis taeniura barbouri (Cochran, 1928)
- Pholidoscelis taeniura ignobilis (Schwartz, 1967)
- Pholidoscelis taeniura meyerabichi (Mertens, 1950)
- Pholidoscelis taeniura navassae (Schmidt, 1919)
- Pholidoscelis taeniura pentamerinthus (Schwartz, 1968)
- Pholidoscelis taeniura regnatrix (Schwartz, 1967)
- Pholidoscelis taeniura rosamondae (Cochran, 1934)
- Pholidoscelis taeniura taeniura (Cope, 1862)
- Pholidoscelis taeniura tofacea (Schwartz, 1967)
- Pholidoscelis taeniura vafra (Schwartz, 1967)
- Pholidoscelis taeniura varica (Schwartz, 1967)
- Pholidoscelis taeniura vulcanalis (Schwartz, 1967)

## Publications originales
- Cochran, 1928 : The herpetological collections made in Haiti and its adjoining islands by Walter J. Eyerdam. Proceedings of the Biological Society of Washington, vol. 41, p. 53-59 (texte intégral).
- Cochran, 1934 : Herpetological collections made in Hispaniola by the Utowana Expedition, 1934. Occasional Papers of the Boston Society of Natural History, vol. 8, p. 163-188 (texte intégral).
- Cope, 1863 "1862"  : Synopsis of the species of Holcosus and Ameiva, with diagnoses of new West Indian and South American Colubridae. Proceedings of the Academy of Natural Sciences of Philadelphia, vol. 14, p. 60-82 (texte intégral).
- Mertens, 1950 : Zur Taxonomie und Verbreitung der hispaniolischen Eidechsen der Gattung Ameiva. Senckenbergiana biologica, vol. 31, no 1-2, p. 3-7.
- Schmidt, 1919 : Descriptions of new Amphibians and Reptiles from Santo Domingo and Navassa. New York Bulletin of the American Museum, vol. 41, p. 519-525 (texte intégral).
- Schwartz, 1967 : The Ameiva (Lacertilia: Teiidae) of Hispaniola. III. Ameiva taeniura Cope. Bulletin of the Museum of Comparative Zoology at Harvard College, vol. 135, no 6, p. 345-375 (texte intégral).
- Schwartz, 1968 : Two new subspecies of Ameiva (Lacertilia, Teiidae) from Hispaniola. Herpetologica, vol. 24, no 1, p. 21-28.